# Tanzania en los Juegos Olímpicos de Múnich 1972
Tanzania estuvo representada en los Juegos Olímpicos de Múnich 1972 por un total de 15 deportistas masculinos que compitieron en 2 deportes.
El portador de la bandera en la ceremonia de apertura fue el atleta Claver Kamanya. El equipo olímpico tanzano no obtuvo ninguna medalla en estos Juegos.